# استلام الأمتعة

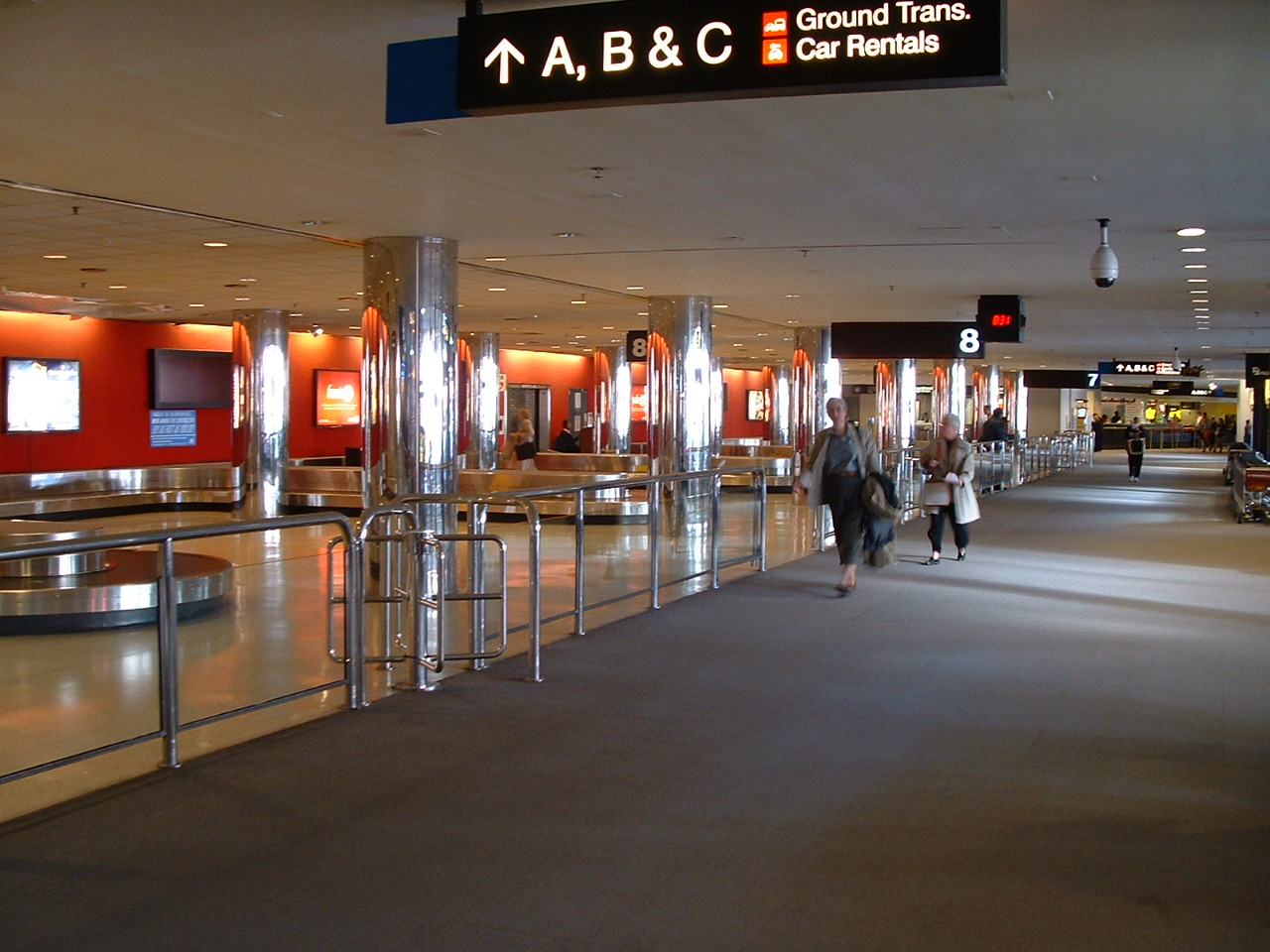
منطقة استعادة الأمتعة في مطار بالتيمور-واشنطن الدولي ثورجود مارشال.

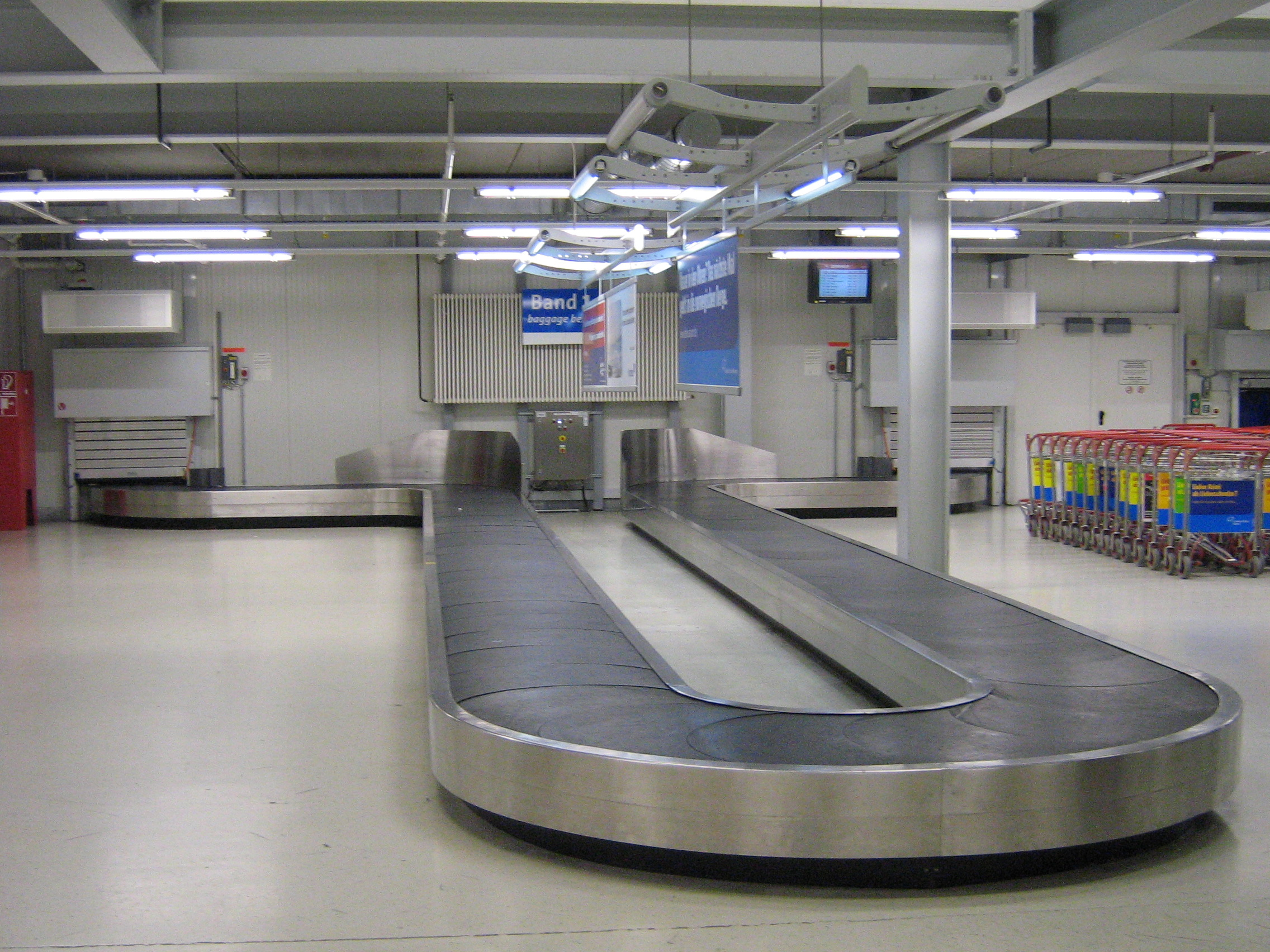
دائري الأمتعة

استلام الأمتعة أو استعادة الأمتعة (baggage reclaim) هي منطقة في مباني المطار، يطالب فيها الركاب القادمون بأمتعتهم المسجلة بعد النزول من رحلة طيران. يُستخدم المصطلح البديل «مطالبة الأمتعة» (baggage claim) في مطارات الولايات المتحدة وبعض المطارات الدولية الأخرى. تُستخدم أنظمة مماثلة أيضًا في محطات القطار التي تخدمها الشركات التي تقدم الحقائب المفحوصة، مثل أمتراك في الولايات المتحدة.

## نظرة عامة
تحتوي منطقة استلام الأمتعة النموذجية على عربات أمتعة أو أنظمة نقل تنقل الأمتعة المسجلة إلى الراكب. تحتوي منطقة استلام الأمتعة بشكل عام على مكتب خدمة عملاء لشركة الطيران للمطالبة بلأمتعة الكبيرة الحجم أو للإبلاغ عن الأمتعة المفقودة أو التالفة.
تطلب بعض المطارات من الركاب إظهار إيصال الأمتعة الذي حصلوا عليه عند تسجيل الوصول بحيث يمكن مطابقته بشكل إيجابي مع الحقيبة التي يحاولون أخذها من استرداد الأمتعة، ولا تزال العديد من المطارات توصي بفحص إيصال الأمتعة مقابل بطاقة الأمتعة الخاصة بالحقيبة مستصلح. يخدم هذا غرضين: أولاً، يقلل من سرقة الأمتعة، وثانيًا يساعد على منع الركاب من مغادرة المطار عن طريق الخطأ بحقيبة مسافر آخر تشبه حقائبهم الخاصة.
بالنسبة للقادمين الدوليين، تعتبر منطقة استلام الأمتعة منطقة محظورة، بعد مراقبة جوازات السفر والتأشيرات وقبل التخليص الجمركي، بحيث يمكن فحص جميع الأمتعة من قبل وكلاء الجمارك، ولكن لا يتعين على الراكب التعامل مع الأمتعة الثقيلة أثناء التنقل لكشك جواز السفر. في الولايات المتحدة وكندا، وكذلك في بعض المطارات في آسيا، يتم فيها استعادة جميع أمتعة الركاب الدوليين القادمين ويمكن إعادة فحصها لشركة الطيران لربط الرحلات على الجانب الآخر من الجمارك (للمواصلين من الرحلات الدولية إلى الرحلات الداخلية) في معظم البلدان، يجب على جميع الركاب استعادة أمتعتهم. في بلدان أخرى، لا يحتاج الركاب الذين ينتقلون إلى رحلة متابعة لاستلام حقائبهم ما لم تعرض شركات الطيران الخاصة بهم فحص حقائبهم إلى وجهتهم النهائية. هذا مطلوب في الولايات المتحدة وبعض المطارات الكندية لأن المحطات الدولية ليست مغلقة (المخرج الوحيد يتم عبر الجمارك) وغالبًا ما تخدم الرحلات الداخلية. تنطبق نفس القاعدة في حالة المطارات التي لديها تسهيلات التخليص المسبق على الحدود الأمريكية. هذا يعني أنه يجب على الركاب الذين يواصلون الوصول إلى الولايات المتحدة من مدن أخرى استرداد أمتعتهم المسجلة أولاً، ثم إعادة تسجيل وصولهم بعد تخليص الجمارك الأمريكية.
اعتمادًا على المطار، قد تقع منطقة استرداد الأمتعة المحلية بجوار منطقة الاسترداد الدولية أو مشتركة معها، أو تقع أحيانًا في الجزء العام من المطار جنبًا إلى جنب مع مكاتب تأجير السيارات ومخارج المطار، ولا يطالب سوى الركاب في وجهتهم النهائية. الحقائب هنا. في معظم المطارات الكبيرة في الولايات المتحدة وفي بعض المطارات الصغيرة أيضًا، تقع منطقة استرداد الأمتعة المحلية في طابق مختلف عن مكاتب التذاكر، وعادة ما يكون أقل.

## كفاءة وحدات استرداد الحقائب
يمكن قياس كفاءة وحدات استرداد الأمتعة بعدة طرق بما في ذلك مقدار الوقت الذي تستخدم فيه الوحدة لرحلة معينة أو مقدار الأمتعة التي يمكن أن تحملها الوحدة. يمكن أن يؤثر عدد من العوامل بشكل مستقل على كفاءة وحدة معينة: 
- سعة مقاعد الطائرات.
- نسبة الركاب مع الأمتعة المفحوصة.
- نسبة الركاب الذين انتهي رحلتهم في وجهة معينة
- متوسط عدد قطع الأمتعة لكل راكب.
- متوسط حجم مجموعة السفر.
- متوسط عدد الأشخاص الموجودين في منطقة خدمة استرداد الحقائب.
- متوسط معدل تفريغ الأمتعة من الرحلة (يعتمد هذا أيضًا على الخصائص المادية للأمتعة المسجلة)